# یدواستامید
یدواستامید (به انگلیسی: Iodoacetamide) یک ترکیب شیمیایی با شناسه پاب‌کم ۳۷۲۷ است. شکل ظاهری این ترکیب، بلورهای قهوه‌ای-زرد است.و می تواند انزیم گلیسرالدهید3فسفات دهیدروژناز را غیر فعال کند وگلیکولیز غیر فعال می شود.